# Antonín Jan Jungmann
Antonín Jan Jungmann, in tedesco Anton Johann Ritter von Jungmann (Hudlice, 19 maggio 1775 – Praga, 10 aprile 1854), è stato un educatore e medico ceco.
Fratello minore del linguista Josef Jungmann (1773-1847). Nel 1811 fu nominato professore di ostetricia presso la facoltà medica dell'Università di Praga, e nel 1838 diventò rettore universitario. Insegnò lingua tedesca e ceca ed aiutò suo fratello. Rimase all'Università di Praga fino al suo ritiro nel 1850.
Jungmann was a Czech pioneer of Sanskrit studies, being the author of O sanskrtu (On Sanskrit, 1821).

## Opere
- Lehrbuch der Geburtshülfe, (1812).
- Das Technische der Geburtshülfe, zum Gebrauche bei Vorlesungen über Operationen, für Mediciner und Wundärzte, (1824).
- Uměnj porodnické, k užitku ženám při porodu obsluhugjcým, (1827).[1]